# Charles Richard
Pour les articles homonymes, voir Richard.
Charles Richard (né le 10 mars 1900 et mort le 31 mai 1978) est un chirurgien, dentiste et homme politique fédéral du Québec.

## Biographie
Né à Sainte-Anne-de-la-Pocatière dans la région du Bas-Saint-Laurent, il fut capitaine dans le Corps dentaire royal canadien durant la Seconde Guerre mondiale. Il essaya d'être élu une première fois comme député du Parti conservateur dans la circonscription de Kamouraska en 1935, mais fut défait par le libéral Joseph Georges Bouchard. Élu député progressiste-conservateur en 1958, il est défait en 1962.